# یواس‌اس هنری اندرو (۱۸۴۷)
یواس‌اس هنری اندرو (۱۸۴۷) (به انگلیسی: USS Henry Andrew (1847)) یک کشتی بود که طول آن ۱۵۰ فوت (۴۶ متر) بود. این کشتی  در سال ۱۸۴۷ ساخته شد.